# Крог, Могенс
Могенс Крог (дат. Mogens Krogh; род. 31 октября 1963, Йёрринг) — датский футболист и футбольный тренер, чемпион Европы 1992 года и обладатель Кубка короля Фахда 1995 года. Отец футболистов Лассе и Стефана Крогов.

## Карьера

### Клубная
Начинал карьеру в клубах «Хорне» и «Торс Угильт», позднее присоединился в 1981 году к команде «Икаст». Сыграв в ней 301 игру, он перешёл в датский «Брондбю» (этот клуб был действовавшим чемпионом Дании) вместо Петера Шмейхеля. Первый сезон провёл неудачно, но закрепился в команде. Всего провёл 353 игры и забил один гол, который, однако, хорошо известен фанатам клуба: в сезоне 1995/96 «Брондбю» играл против АГФ, и в конце игры счёт был 2:3 в пользу команды из Орхуса. Крог на последних минутах побежал в штрафную, куда должны были подать мяч после углового, и метким ударом головой переправил мяч в ворота, сравняв счёт в матче. В том же сезоне клуб выиграл чемпионат Дании.
66 матчей были сыграны в еврокубках: в Кубке УЕФА 1997 Крог снова прославился, отбив пенальти в матче против испанского «Тенерифе». А в сезоне 1998/99 в Лиге чемпионов его команда и вовсе победила «Баварию» со счётом 2:1. По итогам 1999 года Крог стал лучшим игроком клуба.

### В сборной
За сборную сыграл всего 10 матчей, поскольку не мог составить конкуренцию Петеру Шмейхелю. Тем не менее он сыграл на чемпионатах Европы 1992 и 1996, Кубке короля Фахда 1995 и чемпионате мира 1998 — его товарищами по амплуа были Ларс Хёг и Петер Кьер. Крог сумел провести несколько полных матчей на Кубке короля Фахда в 1995 году — он вышел на замену и отразил два пенальти в полуфинале против Мексики, а в финале команда Дании выиграла у Аргентины со счётом 2:0.

## После карьеры
В 2002 году он стал пресс-атташе клуба «Брондбю». Через три года он решил покинуть клуб, но через месяц его уговорили занять должность тренера вратарей. Одним из его коллег был Ким Вильфорт, товарищ по сборной и ещё один чемпион Европы 1992 года.

## Статистика

### Матчи Крога за сборную Дании
| Матчи Крога за сборную Дании | Матчи Крога за сборную Дании | Матчи Крога за сборную Дании | Матчи Крога за сборную Дании | Матчи Крога за сборную Дании | Матчи Крога за сборную Дании  |
| ---------------------------- | ---------------------------- | ---------------------------- | ---------------------------- | ---------------------------- | ----------------------------- |
| №                            | Дата                         | Соперник                     | Счёт                         | Пропущено голов              | Соревнование                  |
| 1                            | 8 апреля 1992                | Турция                       | 1:2                          | 2                            | Товарищеский матч             |
| 2                            | 20 апреля 1994               | Венгрия                      | 3:1                          | 1                            | Товарищеский матч             |
| 3                            | 10 января 1995               | Мексика                      | 1:1                          | 1                            | Кубок короля Фахда 1995       |
| 4                            | 13 января 1995               | Аргентина                    | 2:0                          | —                            | Кубок короля Фахда 1995       |
| 5                            | 24 апреля 1996               | Шотландия                    | 2:0                          | —                            | Товарищеский матч             |
| 6                            | 25 марта 1998                | Шотландия                    | 1:0                          | —                            | Товарищеский матч             |
| 7                            | 22 апреля 1998               | Норвегия                     | 0:2                          | 1                            | Товарищеский матч             |
| 8                            | 5 июня 1998                  | Камерун                      | 1:2                          | —                            | Товарищеский матч             |
| 9                            | 10 октября 1998              | Уэльс                        | 1:2                          | 2                            | Чемпионат Европы 2000 (отбор) |
| 10                           | 14 октября 1998              | Швейцария                    | 1:1                          | 1                            | Чемпионат Европы 2000 (отбор) |

Итого: 10 матчей / пропущено 7 голов; 4 победы, 2 ничьи, 4 поражения.